# Trichothecium inaequale
Trichothecium inaequale är en svampart som beskrevs av Massee & E.S. Salmon 1902. Trichothecium inaequale ingår i släktet Trichothecium, ordningen köttkärnsvampar, klassen Sordariomycetes, divisionen sporsäcksvampar och riket svampar.   Inga underarter finns listade i Catalogue of Life.